# TDK
TDK株式会社（ティーディーケイ、英: TDK Corporation）は、東京都中央区日本橋に本社を置く日本の大手電子部品メーカーである。
日経平均株価、TOPIX Large70、JPX日経インデックス400の構成銘柄の一つ。

## 概要
東京工業大学の加藤与五郎、武井武の両博士が発明したソフトフェライトの工業化を目的とするベンチャー企業として齋藤憲三によって1935年に設立された。フェライトなどの電子部品に加え、過去にはビデオテープ、アナログオーディオテープ、デジタルオーディオテープ、フロッピーディスクなどの各種記録メディア（磁気、光など）も製造販売していたが、現在ではフェライトやコンデンサを始めとする電子材料・電子部品・磁気ヘッド・二次電池などを製造販売する大手メーカーである。
1980年代以降、記録メディア、磁気ヘッド、電子部品、リチウムイオン二次電池と、積極的に主力事業のポートフォリオを入れ替えており、海外を含むM&Aを繰り返して事業を成長させている。経営のグローバル化も進んでおり、海外売上比率は91%を超え、売上高1兆円以上の企業ではヤマハ発動機と村田製作所に次ぐ国内3位を誇る。また、海外株主比率も4割に達している。
一般消費者の間では各種記録メディアのブランドの印象が強かったが、2007年にTDKは記録メディア販売事業をイメーション（現：ko:오진상사〈オージン・コーポレーション〉）に譲渡した。同社はTDK Life on Recordブランドで記録メディアやヘッドフォンなどを販売していたが、2015年12月末を以ってイメーション社も記録メディア事業から完全撤退した。
社是は「創造によって文化、産業に貢献する」、社訓は「夢 勇気 信頼」。

## 事業分野

### 記録デバイス
ハードディスクドライブ（HDD）用のヘッド部品の製造で最大手である。2008年にアルプス電気（現・アルプスアルパイン）が同分野から撤退したために、HDDメーカー以外でHDD用ヘッドを製造する唯一のメーカーとなり、OEM市場でのシェアは30%を超えている。その他、HDD用サスペンション、精密加工部品等を製造・販売する。

### 電子部品
フェライトや誘電体、圧電体といった電子材料をベースとした電子部品全般で世界的に高いシェアを持つ。車載用の積層セラミックコンデンサでは村田製作所に次いで第2位のシェア。インダクタ、トランス、高周波積層フィルタ等も高いシェアを誇る。その他、EMC対策部品、アルミ電解コンデンサ、フィルムコンデンサ、各種センサ、アクチュエータ等を製造・販売する。

### 電子材料
フェライトの他、磁石（フェライト磁石、希土類磁石）、電磁シールドシート等を製造・販売する。

### その他産業用製品
FA製品（半導体製造装置、チップマウンタ等）、電波暗室等を製造・販売する。

### かつて参入していた事業

#### PHS端末事業
2001年10月にDDIポケット（現：ソフトバンク）向けにCFデータカードタイプのPHS端末RH2000Pを販売した。それ以外の機種は製造していない。
作っていた端末
- RH2000P
  - 2001年10月4日発売、幅73mm×高さ42.8mm×奥行き5mm、19g

#### 歯科用材料
電子材料用セラミックスの製造で培った技術を生かし、ライオン株式会社と共同で歯槽骨補填材「アクトセラムK」を製造していた。
その後、生体親和性の高いディオプサイト系セラミックスを開発、デンタルインプラントとして実用化を目指したが、バブル崩壊後の経営環境悪化に伴い、長期の開発期間を必要とする医療分野への本格参入を断念した。

#### パソコンソフト
- パソコン用ソフトの「わか〜る」、「P携線」などのシリーズ（うち、学校向け製品はベネッセコーポレーションへ事業譲渡）

#### 記録メディア

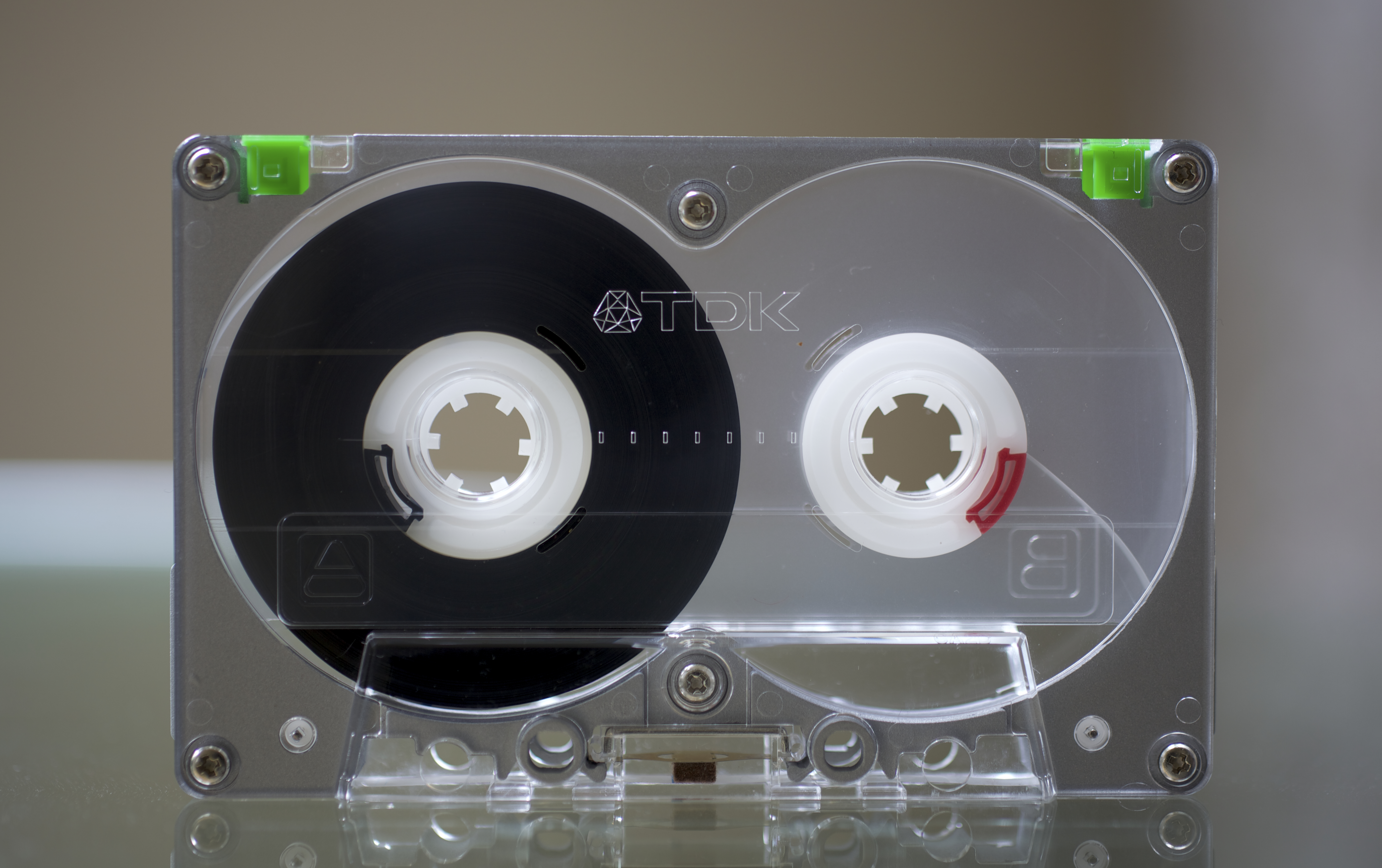
TDKのカセットテープ
(初代MA-R C-90)

フェライトを素にフィリップスの考案した音楽テープ規格「コンパクトカセット」（いわゆるカセットテープ）を黎明期に日本で競合メーカーの日立マクセル（現：マクセル）やソニー（初代法人、現：ソニーグループ）と共に製品化したことで知られる。かつて、松下電器産業（現：パナソニックホールディングス）や日本楽器製造（現：ヤマハ、ただしオープンリール風デザインの「MUSIC XX」シリーズは例外的に磁気テープ部分のみ日立マクセルのOEM）東芝（家電製品事業部、現：東芝ライフスタイル）、トリオ（現：JVCケンウッド）、ナカミチ、ラックスマンにOEM供給していた。またミュージックカセットテープとしても各レコード会社に供給が盛んであった。一部のミュージックテープにはTDK SAのハイポジション（タイプII・クローム）テープが採用されることがあった。
光記録メディアでは信号記録面保護技術「DURABIS」を採用した記録型CD、DVDメディア製品「UVガード超硬（スーパーハードコート）」「超硬」シリーズで知られていた。メディアメーカーとしては唯一のBlu-ray Disc Association幹事企業であり、「DURABIS」の採用によりBlu-ray Discのベアディスク化を可能にした。
また、レーベル面に保護層を加えた「タフネスコート」シリーズで知られるCD-R/CD-RWも販売し、記録面の色から「青タフ」や「緑タフ」として呼ばれていた。
製造は、千曲川の工場に加え、太陽誘電からOEM供給を受けていたが、2004年より、連結子会社のTDK Recording Media Europe S.A（ルクセンブルク）での製造も開始した。
これら記録メディア事業の大部分は、採算性の悪化から2007年4月にアメリカのイメーション社（現：オージン・コーポレーション）に譲渡。唯一、業務用データストレージテープの製造、販売を子会社のメディアテック（過去においてコニカ・ミノルタのメディア事業を承継）を通じて行っていたが、2013年10月に事業を休止。2014年3月には子会社の清算を行い、完全撤退した（その後、イメーションの日本法人も2019年11月19日付を以って法人格が完全清算された）。製造技術はアラブ首長国連邦のFalcon Technologies Internationalが技術継承している。

#### その他
- アクティブスピーカー - イメーションにて2015年12月まで販売は継続していた。ただし、英国New Transducers Limited社のSurfaceSound技術を用いたフラットパネルスピーカー製品群は先に終息している。
- セラミックヒーター - 赤外線式電気ストーブよりも安全と謳っていた。
- スチーム式加湿器 - 1977年に加湿器事業に参入し、1999年1月のリコール届出に伴い撤退[9]、お詫びCMに発展。
- PCカード、ネットワークカード、モデムカード、コンパクトフラッシュメモリカード、コンボカード
- CD-Rライター
- BS・CSアンテナ
- ポータブルCD/MP3プレーヤー「MOJO」
- 貼付型磁気治療器「エポレック」【管理医療機器】 - 第一製薬（後の第一三共ヘルスケア）が販売
- 磁気ネックレス「エポール」【管理医療機器】
- 磁気ネックレス「EXNAS」【管理医療機器】
- トイレ脱臭器「早期爽快」
- コンシューマー向けノイズフィルタ各種
- 婦人用電子体温計 - 2024年生産終了（最後の民生用製品）

## 沿革
- 1935年（昭和10年）

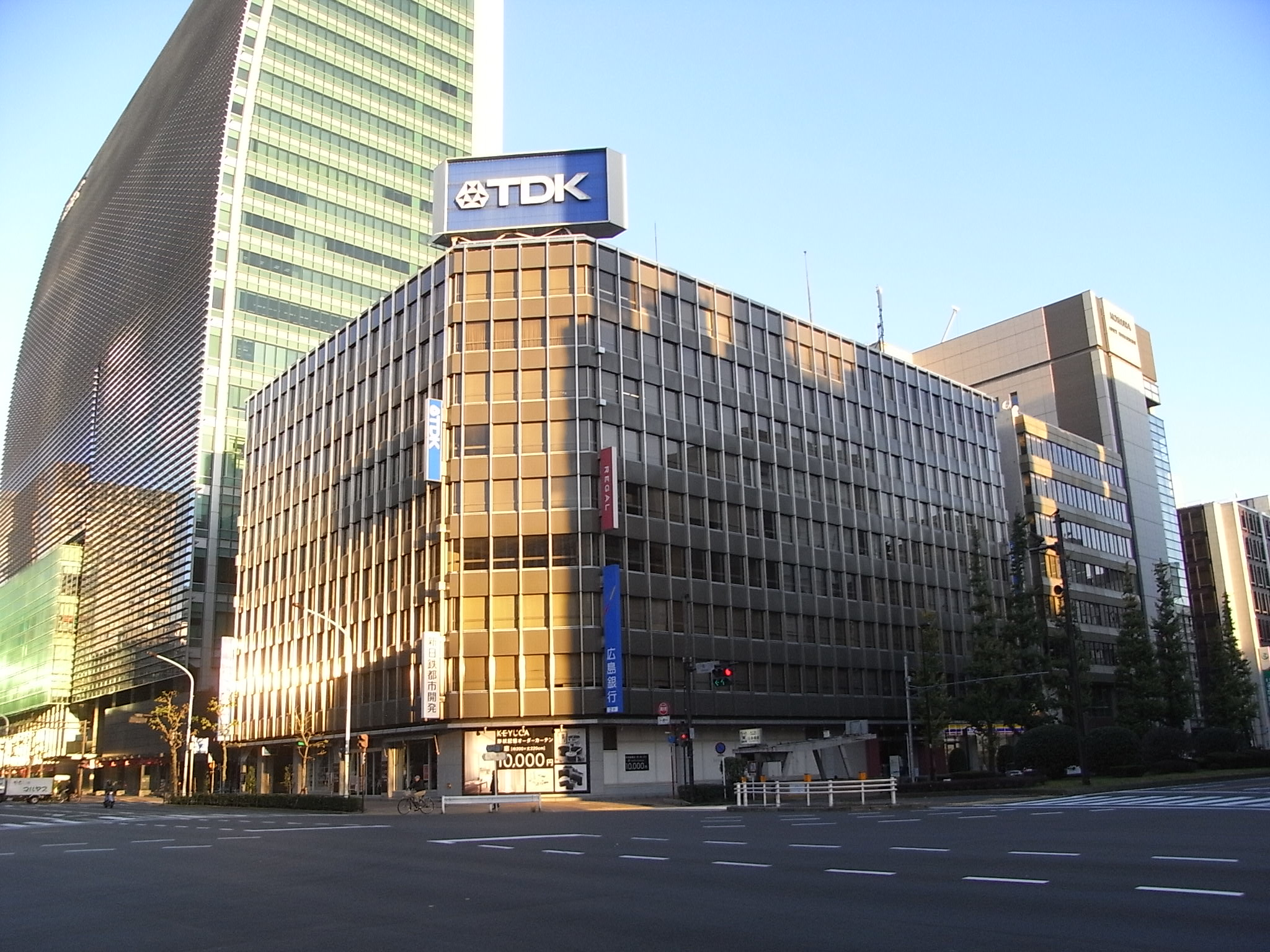
旧TDK本社屋（2010年）

  - 7月 - 齋藤憲三がフェライトの発明者である東京工業大学教授加藤与五郎、武井武と出会い、フェライトの工業化を決意。
  - 12月 - 東京電気化学工業株式会社を設立。
- 1937年（昭和12年）8月 - 世界初のフェライトコアを発売（商品名「オキサイドコア」）。
- 1953年（昭和28年）10月 - オープンリールテープレコーダー用磁気録音テープ「シンクロテープ」で磁気録音テープ事業に参入。
- 1955年（昭和30年）10月 - CIを制定（後述参照）。
- 1961年（昭和36年）10月 - 東京証券取引所第一部上場。
- 1966年（昭和41年）
  - 3月 - オランダのフィリップスと契約。
  - 6月 - 国産第1号のコンパクトカセットテープを松下電器産業（現：パナソニックホールディングス）にOEM供給[注釈 2][注釈 3]。
  - 9月1日 - 自社ブランドとしては最初のコンパクトカセットテープ「シンクロカセットテープ」（ノーマルポジション、IEC TYPE I）を発売。
- 1967年（昭和42年）1月1日 - CIを変更（後述参照）。
- 1968年（昭和43年）
  - 3月1日 - 「シンクロテープ」の全面改良版となるオープンリールテープ「TDK TAPE」、および「シンクロカセットテープ」の全面改良版となる一般録音用ノーマルポジション用カセットテープ「TDK CASSETTE TAPE」（廉価仕様となる紙製パッケージ梱包版は「TDK CASSETTE TAPE〈F〉」）を発売。
  - 9月1日 - 国産初の音楽録音専用オープンリールテープ「SD」を発売。このほか、業界初の音楽録音専用コンパクトカセットテープとして開発されたノーマルポジション用カセットテープ「SD」を北米で先行発売[注釈 4]。アポロ11号でも利用された。
- 1969年（昭和44年）4月1日 - 松下電器産業との業務提携を締結（後に提携解消）。
- 1972年（昭和47年）
  - 2月1日 - 同社初のクロムポジション（IEC TYPE II）用カセットテープ「KR」を発売[10]。
  - 5月1日 - 「TDK CASSETTE TAPE」の全面改良版となる一般録音用ノーマルポジション用カセットテープ「D」を発売。これと同時に音楽録音専用ノーマルポジション用カセットテープ「SD」を全面改良。
- 1973年（昭和48年）5月1日 - 業界初のマグネタイト系磁性体を採用した音楽録音専用最高級ノーマルポジション用カセットテープ「ED」を発売。
- 1975年（昭和50年）3月1日 - ヘマタイトを基にコバルトイオンを吸着させた磁性体「アビリン」を採用し、上記の「KR」の事実上の代替（後継）品となるハイポジション（IEC TYPE II）用カセットテープ「SA」を発売。
- 1977年（昭和52年）3月1日 - 従来の「SD」の後継となる音楽録音専用ノーマルポジション用カセットテープ「AD」を発売。
- 1979年（昭和54年）
  - 5月10日 - 自社ブランドとしては初の最高級メタルポジション用（IEC TYPE IV）カセットテープ「MA-R」を発売[注釈 5]。
  - 7月1日 - 上記の「MA-R」の普及版となるメタルポジション用カセットテープ「MA」を発売。
  - 9月1日 - 従来の「ED」の後継となる音楽録音専用最高級ノーマルポジション用カセットテープ「OD」を発売。
  - 11月1日 - 既存の「SA」を基に磁性体「アビリン」を二層塗りとした最高級ハイポジション用カセットテープ「SA-X」を発売。
- 1981年（昭和56年）
  - 2月 - 日立マクセル（現･マクセル）、およびティアック、赤井電機（現：inMusic Brands）と合同でオーディオ用オープンリールテープの最上位フォーマットとなるEEポジション（EXTRA EFFICIENCYの略）を発表。同年6月にEEポジション用オープンリールテープ「SA」を発売。
  - 10月1日 - 現在のCIに変更（後述参照）。
- 1982年（昭和57年）6月 - ニューヨーク証券取引所に上場。
- 1983年（昭和58年）3月1日 - 社名をTDK株式会社（2002年まで登記上はティーディーケイ株式会社[11]）に変更。
- 1985年（昭和60年）3月 - 茨城県筑波郡（現･つくば市）で開催の国際科学技術博覧会（科学万博-つくば'85）に「TDKふしぎパビリオン」を出展。
- 1986年（昭和61年）9月 - 日本オーディオ協会、および アイワ（初代法人）、ソニー（初代法人、現：ソニーグループ）、松下電器産業、日立マクセル、富士フイルム（記録メディア事業部）、ティアック、日本ビクター（現：JVCケンウッド）、パイオニア（ホームAV機器事業部、現：プレミアムオーディオカンパニーテクノロジーセンター）、日本コロムビア（記録メディア事業部）、カシオ計算機などと合同で民生用デジタル録音機のフォーマットとなるDATを発表。翌年の1987年（昭和62年）3月にDAT用ブランクテープカートリッジ「DA-R」を発売。
- 2004年（平成16年）11月 - ゲームソフト子会社のTDKメディアクティヴを、米国企業に売却で合意。
- 2005年（平成17年）7月 - ラムダパワーグループの買収を発表。10月にデンセイ・ラムダを含むグループ各社を買収。
- 2006年（平成18年）3月 - 採算性の悪化とBlu-ray Discを主軸に移すとの理由により、記録型CD、DVD製品の製造からの撤退を決定。技術提供を行いOEMとすることで、販売は継続する。
- 2007年（平成19年）
  - 4月19日 - 記録メディア製品販売事業のイメーション（現：オージン・コーポレーション）への譲渡と、同社に対する記録メディア分野におけるTDKブランドの使用許諾を発表（2007年8月1日付で譲渡完了）。記録メディア製品の研究開発および製造は継続する。譲渡対価300百万米ドルの内280百万米ドル相当をイメーションの普通株式として取得し、譲渡完了後にTDKはイメーションの筆頭株主となる。
  - 9月 - フラッシュメモリ使用の「ソリッドステートドライブ（SSD）」でパソコン向け記憶装置事業への参入を発表。
- 2008年（平成20年）
  - 2月29日 - TOBなどによってデンセイ･ラムダを完全子会社化、ラムダパワーグループを統合した。
  - 7月31日 - ドイツの電子部品メーカーエプコスの買収を発表。
- 2009年（平成21年）
  - 4月27日 - ニューヨーク証券取引所上場廃止。米国預託証券（ADR）は引き続き維持。
  - 10月1日 - TDKの受動部品部門とEPCOSの事業を統合し、TDK-EPC株式会社を設立。
- 2010年（平成22年）2月1日 - 千曲川工場が千曲川テクニカルセンターと統合し、千曲川テクノ工場としてスタート。
- 2013年（平成25年）
  - 2月22日 - 長崎県のグループホームで4人が死亡した火災の原因の1つが同社加湿器であることを謝罪、かねてから行われていたリコールを強化[12]する方針を明らかにした。
  - 4月1日 - 本社ビルの建て替えの為、本社を東京都中央区から同港区に移転[13]。
  - 7月24日 - ロンドン証券取引所上場廃止[14]。
- 2015年（平成27年）11月30日 - ルネサス セミコンダクタ マニュファクチュアリング鶴岡工場の譲受に関する基本合意を発表[15][16]。
- 2016年（平成28年）
  - 4月28日 - ルネサスセミコンダクタマニュファクチュアリング鶴岡工場の譲渡に関する最終契約書を締結[17]
  - 10月 - 本荘工場、稲倉工場内に新工場2棟が完成、10月6日に報道公開を行った[18][19]。また同7日には平沢工場敷地内に開設されていたTDK歴史館がリニューアルし、TDK歴史みらい館として開業を迎えた[20]
  - 12月7日 - グループ内組織再編に伴い、秋田地区における受動部品事業の子会社3社を統合することを目的にTDK秋田（本社：由利本荘市）を設立[21][22]
  - 12月21日 - 米国のセンサーメーカーであるInvenSenseを約13億ドル（約1572億円）で買収すると発表[23]
- 2017年（平成29年）
  - 2月3日 - 米国Qualcommと合弁会社RF360 Holdingsを設立。業務提携を発表[24]
  - 4月1日 - TDK秋田にTDK-MCC、TDK羽後、TDK由利本荘を吸収合併
  - 5月18日 - 米国のInvenSenseを子会社化[25]
- 2018年（平成30年）
  - 2月28日 - 米国のChirp Microsystemsを子会社化 [26]
  - 11月26日 - 本社を東京都中央区日本橋に移転[27]
- 2022年（令和4年）4月1日 - TDK秋田（存続）とTDK庄内、TDK甲府の国内3子会社を統合し、TDKエレクトロニクスファクトリーズを設立[28][29]。

## 社名
創業時の社名「東京電気化学工業」は、フェライトの発明者である加藤与五郎と武井武が所属していた東京工業大学電気化学科にちなんで名づけられた。
TDK（Tokyo Denki Kagaku）という略称は、戦時中の英語の規制時期を除き、創業直後から商品カタログ等で用いられ続けている。1955年以降は、社名ロゴマーク（CI）にもTDKの文字（横長の楕円の中に「TDK」の文字が入る）を用いるようになった。商標権問題が発生したため1961年 - 1964年の期間は「TDK-E」（CIは横長の楕円の中に「TDK-E」の文字が入る）に変更。1959年には英文社名を「TDK ELECTRONICS CO., LTD」とした。ただし日本語社名は旧称のままとしていた。

1987年9月から1998年8月まで日本市場限定で使用された「TDK!」ロゴ

1967年1月1日に、亀倉雄策のデザインによる現在のコーポレートロゴマークの原型となるコーポレートロゴマークへの変更を経て、1981年10月にコーポレートロゴマークの一つである「TDK」の書体が若干細身のものとなり、現在に至っている。1987年9月から日本市場に限り、ごく一部の音楽用カセットテープ（「CDing」、「SuperCDing」、「DJ」、「CV」、「BEAM」シリーズ等）において、カジュアルユーザー向けのブランドロゴマークとして「TDK!」というコーポレートロゴマークとは別のロゴマークを使用していたが、1998年8月までに使用終了となり、以降は元のマークに戻った。なお、「TDK!」ロゴは国外向け製品のほか、ビデオテープとマイクロカセット、DAT、DCC、MDにおいては導入当初から使用されることはなかった。
1983年に正式社名を「TDK株式会社」（英文社名はTDK CORPORATION）に変更。日本初のラテン文字表記社名の企業となった。なお登記上の表記（株券・社債の表記も含む）は2002年頃まで「ティーディーケイ株式会社」となっていたが、これは当時法務省がアルファベットによる商号登録を認めなかったためで、2002年11月の法改正により商号にアルファベットの使用が可能になったのに伴い、現在は登記上の社名も「TDK株式会社」に変更されている。
なお、2021年5月より就活生・若者向け企業ブランドキャンペーンを展開しているが、キャンペーンコピーは社名にかけて「尖った（T）大胆さ、（D）くれよ。（K）」となっている。

## 歴代社長
- 1935年12月7日 - 1947年12月30日 : 齋藤憲三
- 1947年12月30日 - 1969年1月30日 : 山崎貞一
- 1969年1月30日 - 1983年2月25日 : 素野福次郎
- 1983年2月25日 - 1987年2月27日 : 大歳寛
- 1987年2月27日 - 1998年6月26日 : 佐藤博
- 1998年6月26日 - 2006年6月29日 : 澤部肇
- 2006年6月29日 - 2016年6月29日 : 上釜健宏
- 2016年6月29日 - 2022年6月29日 : 石黒成直
- 2022年6月29日 - 現在 齋藤昇

なお代表取締役会長は山崎貞一、素野福次郎、大歳寛の3人が務めた。大歳が1992年11月25日に死去して以降は会長職を設けていなかったが、2006年6月29日に澤部肇が14年ぶりに会長に就任した。

## 主な製造・研究拠点

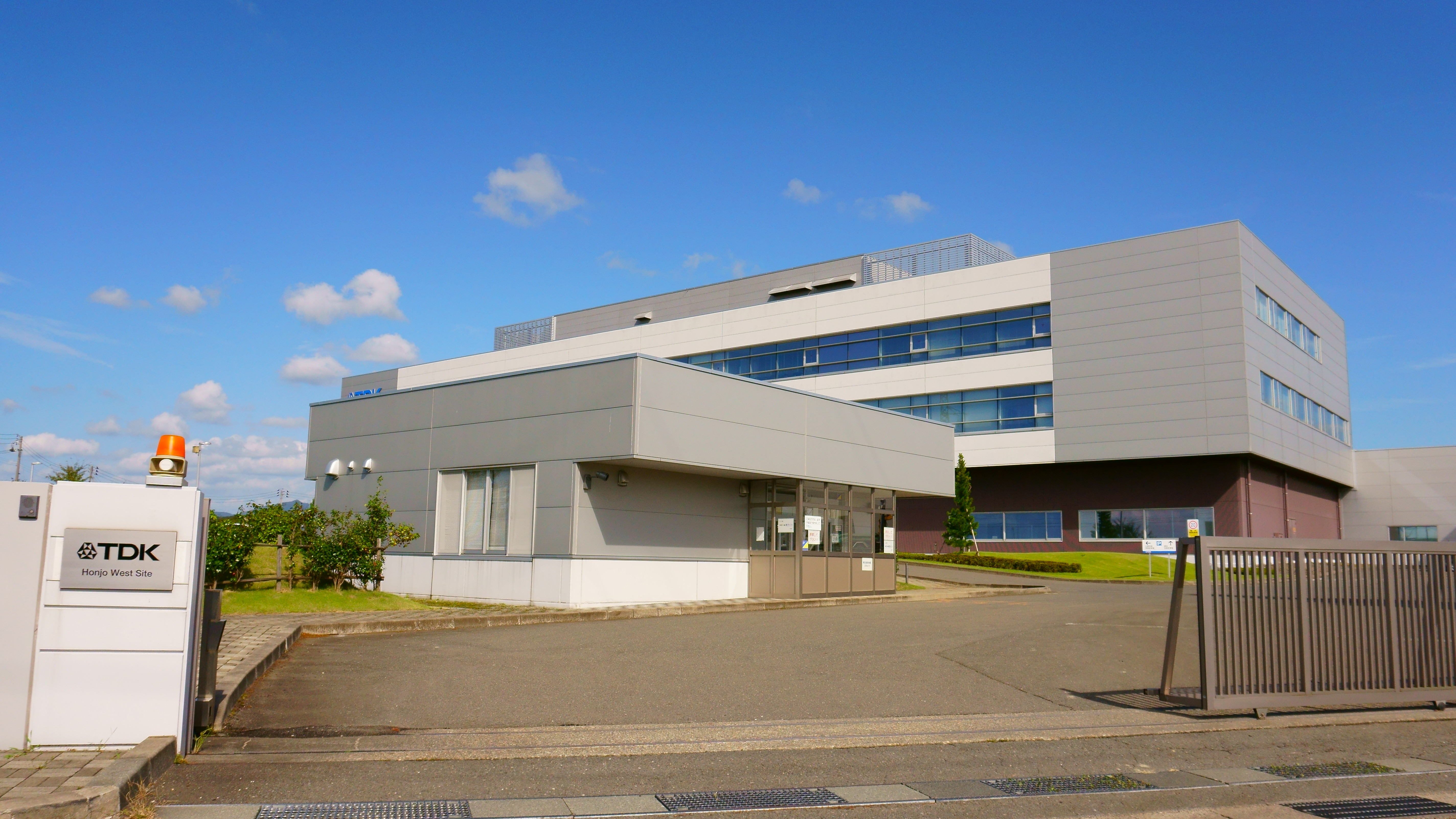
TDK本荘工場

- 鳥海工場・にかほ工場・稲倉工場（秋田県にかほ市）
  - にかほ市には創業当時から多くの生産拠点が集積し、TDKの一大拠点となっている。
- 本荘工場（秋田県由利本荘市）
- 千曲川テクノ工場・浅間テクノ工場（長野県佐久市）
- テクニカルセンター（千葉県市川市） - 当センター前のバス停名が「TDK」（京成トランジットバス）となっている。
- 成田工場（千葉県成田市）
- 甲府工場（山梨県南アルプス市）工場名盤からTDK株式会社が削除された
- 静岡工場（静岡県牧之原市）
- 三隈川工場（大分県日田市）

## 関係会社

### 国内製造子会社
- TDKエレクトロニクスファクトリーズ株式会社 - 旧・TDK秋田。2022年4月1日付を以って後述するTDK庄内、およびTDK甲府を吸収合併し、現在の会社となった。
- TDK相良株式会社
- TDKプレシジョンツール株式会社

### その他の国内子会社
- TDKラムダ株式会社
- TDKデザイン株式会社
- TDKサービス株式会社
- TDKテクノ株式会社
- TDKオートモーティブテクノロジーズ株式会社
- ソリッドギア株式会社

### 主な海外子会社
1. TDK U.S.A. Corporation
2. TDK Electronics AG
3. InvenSense, Inc.
4. Amperex Technology Limited
5. SAE Magnetics（Hong.Kong) Ltd.

### 関連会社
- 株式会社アルプス物流（旧子会社のTDK物流とアルプス電気グループの旧アルプス物流が合併）
- 株式会社半導体エネルギー研究所（創業時に半額出資）
- 戸田工業株式会社 (2019年1月10日に戸田工業の株式を追加取得し、持分法適用会社とした)

### かつての関係会社
- TDKマーケティング株式会社 （2001年4月1日に記録メディア営業部門を分社して事業開始、2007年8月1日米Imation Corp.に譲渡。2008年1月1日に商号がイメーションに統一された（この時点では同名の2社が併存していたものと考えられる）。2008年4月1日イメーション株式会社（旧来からの方）に吸収合併された。）
- SILICON SYSTEMS Inc.（アメリカの半導体メーカー。1989年に買収、1996年にテキサス・インスツルメンツへ売却。）
- TDKコア株式会社（2007年11月1日にコロムビアミュージックエンタテインメント（現：日本コロムビア）へ売却。後にクリエイティヴ・コアを経て、現：麻布リース。）
- TDKマイクロディバイス株式会社（2012年4月1日に双葉電子工業へ売却。現双葉モバイルディスプレイ。）
- TDK由利本荘株式会社（本社本荘工場・矢島工場）
- TDK-MCC株式会社（本社秋田工場・北上工場・本荘工場）
- TDK羽後株式会社（本社大内工場・金浦工場・岩城工場）
- TDK庄内株式会社（本社鶴岡工場・酒田工場・鶴岡東工場・飯田工場）- 2022年3月31日付を以ってTDK秋田に吸収される形で法人消滅。
- TDK甲府株式会社 - 2022年3月31日付を以ってTDK秋田に吸収される形で法人消滅。
- Imation Corporation
- トッパンインフォメディア株式会社（旧・トッパンTDKレーベル株式会社。2019年4月1日より凸版印刷株式会社の100%出資子会社となった。）

## 諸問題
- ウイグル族の強制労働に関する回答でTDKは、パナソニックホールディングスと同じく無回答だった[32]。

## 関連項目

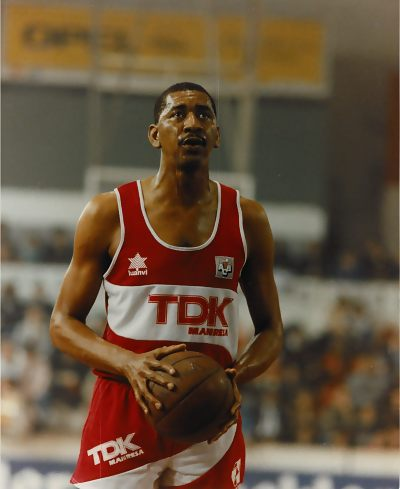
1990年のジョージ・ガービン